# Dorfkirche Radewege

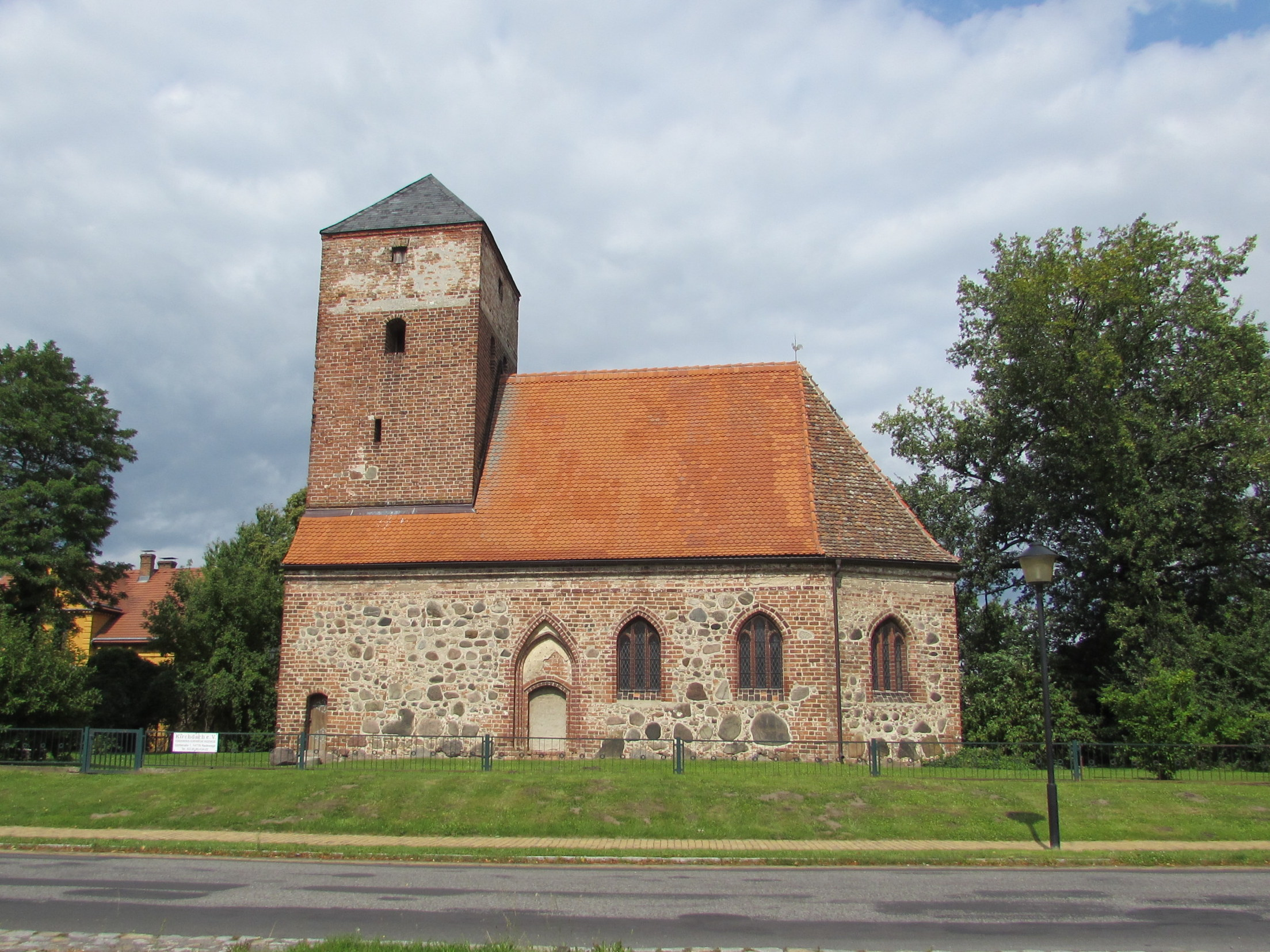
Südseite der Dorfkirche Radewege

Die Dorfkirche Radewege ist eine Saalkirche und liegt im Zentrum des heutigen Ortsteils Radewege in der Gemeinde Beetzsee im Landkreis Potsdam-Mittelmark in Brandenburg. Sie trägt kein Patrozinium.

## Bauwerk

### Baugeschichte
Das Beetzseedorf Radewege wurde erstmals 1335 urkundlich erwähnt. Um das Jahr 1400 herum soll die Hauptbauphase der heutigen gotischen Dorfkirche anzusetzen sein. Bei einem Brand 1607 wurde die Kirche beschädigt und bis 1608 neu aufgebaut. 1756 wurde der Kirchturm ausgebaut. 1756 wurde dem Westturm eine zwiebelförmige Turmhaube aufgesetzt. Andere Publikationen sprechen von einer Renovierung des Kirchturms vermutlich 1770. Weitere Reparaturen sind für die Jahre 1831 und 1888 beschrieben. 1894/1895 wurde der Innenraum der Kirche in Radewege umfassend umgestaltet. Die Leitung dieses Bauvorhabens lag beim damaligen Baurat Tiedemann. Im Rahmen dieser Umbaumaßnahme wurden beispielsweise die Orgel, das Kirchengestühl, die Empore und ein farbiges Chorfenster in ihrer heutigen Form errichtet. Nach einem Blitzschlag und Brand am 4. Mai 1973 wurde die Turmhaube erheblich beschädigt und musste wegen Absturzgefahr abgenommen werden. Der Turm erhielt in der Folge ein schlichtes flaches Zeltdach. Im Jahr 2000 gründete sich ein Förderverein, der sich um die Neueindeckung des Dachs an Schiff und Chor bemühte. Ebenso wurde die Schuke-Orgel sowie das Läutwerk instand gesetzt. Ein Student der Fachhochschule Potsdam legte im Jahr 2016 eine Masterarbeit vor, die eine Rekonstruktion der Schweifhaube vorsah. Mit Hilfe von Spendengeldern konnte im Jahr 2022 mit dieser Rekonstruktion begonnen werden, die am 27. Juni 2023 mit dem Aufsetzen der neuen Haube erfolgreich abgeschlossen wurde.

### Bauabmessung
Die Radeweger Dorfkirche hat eine Ost-West-Länge von 15,6 Meter. Die Breite beträgt 8,6 Meter. Die Ost-West-Ausrichtung ist nicht ideal. Zwischen sechs und acht Grad weicht der Bau nach Nordost beziehungsweise Südwest von der idealen Linie ab. Die Ziegelsteine, die beim Bau der Kirche verwendet wurden, haben eine Abmessung von relativ einheitlichen 29 bis 30 Zentimetern Länge mal 13,5 bis 14 Zentimetern Breite mal 9 bis 9,5 Zentimetern Höhe.

### Außenausstattung

Der Grundriss der Dorfkirche Radewege

Die Kirche mit Turm, Schiff und Chor wurde aus roten Ziegelsteinen und aus Feldsteinen in Verbindung mit Kalkmörtel gemauert. Der Chor besitzt drei Außenwände und so im Grundriss die Form eines halben Hexagons. In der östlichen und der südöstlichen Wand des Chores befindet sich jeweils ein dreigeteiltes Spitzbogenfenster mit einfachem Maßwerk. Im Ostfenster ist eine farbige Bleiverglasung eingearbeitet, welche mittig Christus, rechts den Apostel Petrus und links Paulus darstellt. Die anderen Bleiglasfenster der Kirche bestehen aus blauen Rändern und einer farblosen, aus Rhomben zusammengesetzten Mitte. In der nordöstlichen Wand des Chores befindet sich anstelle eines Fensters eine Blende.
Das Schiff besitzt auf der Südseite zwei Fenster, die denen des Chores an Größe gleichen. Links dieser Fenster ist in einer dreifachen Verblendung (zwei Spitzbögen, ein Segmentbogen) ein vermauertes Südportal zu erkennen. In der nördlichen Wand des Schiffes gibt es drei Spitzbogenfenster, denen man jedoch ansieht, dass sie nachträglich in ihrer heutigen Form in das Bauwerk eingearbeitet wurden. So erkennt man über dem mittleren Fenster einen höheren vermauerten Spitz- und über dem rechten Fenster einen höheren vermauerten Segmentbogen.
Das Kirchendach zieht kontinuierlich vom Schiff bis über das Portal. So entsteht von der Seite oder von Osten betrachtet der Eindruck, der Kirchturm sei ein übergroßer Dachreiter. Die Kanten der Walme über dem Chor und der Dachfirst bilden einen Punkt, über dem ein Wetterhahn und ein Kreuz angebracht wurden. Unter der Traufe erkennt man ein nur leicht profiliertes und schlichtes Traufgesims. Gedeckt ist das Dach mit roten Biberschwänzen. Die Dachkonstruktion wird auf das späte 15. Jahrhundert datiert.
Der dem Grundriss nach rechteckige Kirchturm hat im unteren Bereich die Breite des Kirchenschiffs. Über die Bedachung verjüngt er sich auf etwa den halben Durchmesser. Auf der Südseite befindet sich eine kleine Tür, die den Zugang zum Glockenstuhl darstellt. Diese besitzt zwei verästelnde eiserne Beschläge. Der Treppenaufgang zum Glockenstuhl besitzt im oberen Teil ein nach Süden ausgerichtetes schmales Fenster. Nach Norden befindet sich ein kleines Rechteckfenster unter einem Spitzbogen. Das Westportal ist ein Stufenportal mit zwei beziehungsweise drei Stufen. Statt eines Spitzbogens findet man hier einen großen Segmentbogen, der nach der zweifachen Abstufung eine kleine segmentbogige und zweiflüglige Holztür, die Türöffnung selbst bildet die dritte Stufe des Portals, und ein über dieser liegendes Spitzbogenfenster aufnimmt. Die Türblätter sind mit ähnlichen eiserne Beschlägen, wie sie der Zugang zum Glockenstuhl aufweist, versehen.
Die Schallöffnungen im Glockenturm sind ebenfalls segmentbogig. Nach Westen und Osten finden sich jeweils zwei, nach Süden und Norden jeweils eine Schallöffnung für den Glockenschlag. Über den westlichen Öffnungen gibt es eine weiß-blaue Turmuhr mit goldenen Ziffern und Zeigern. Zu den anderen Seiten hin sind statt der Uhr Öffnungen im Mauerwerk erkennbar. Das flache Zeltdach wurde nach 1973 aufgesetzt, nachdem die vorbestehende Turmhaube in Folge eines Blitzeinschlags beschädigt worden war.

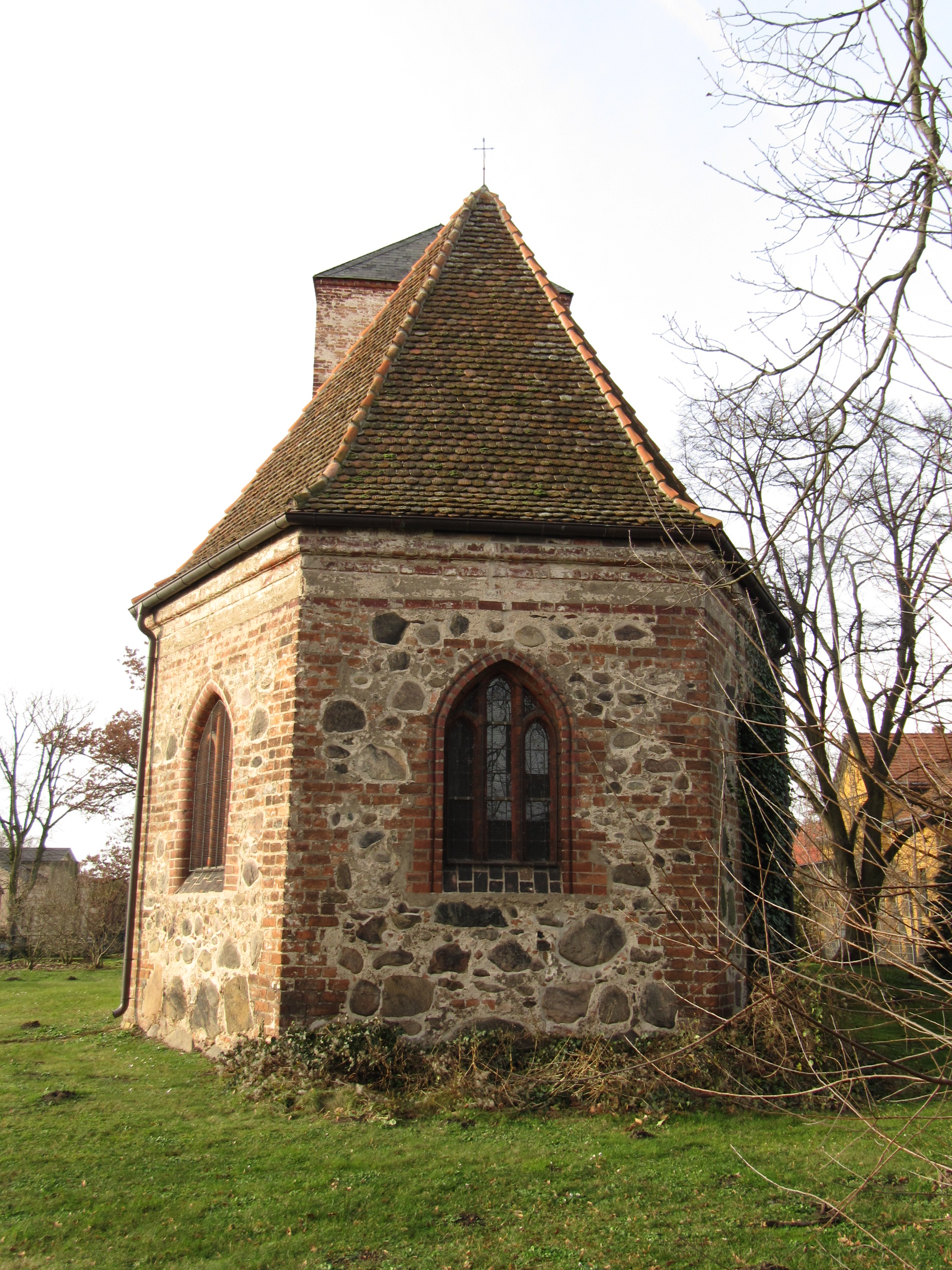
Polygonaler Chor
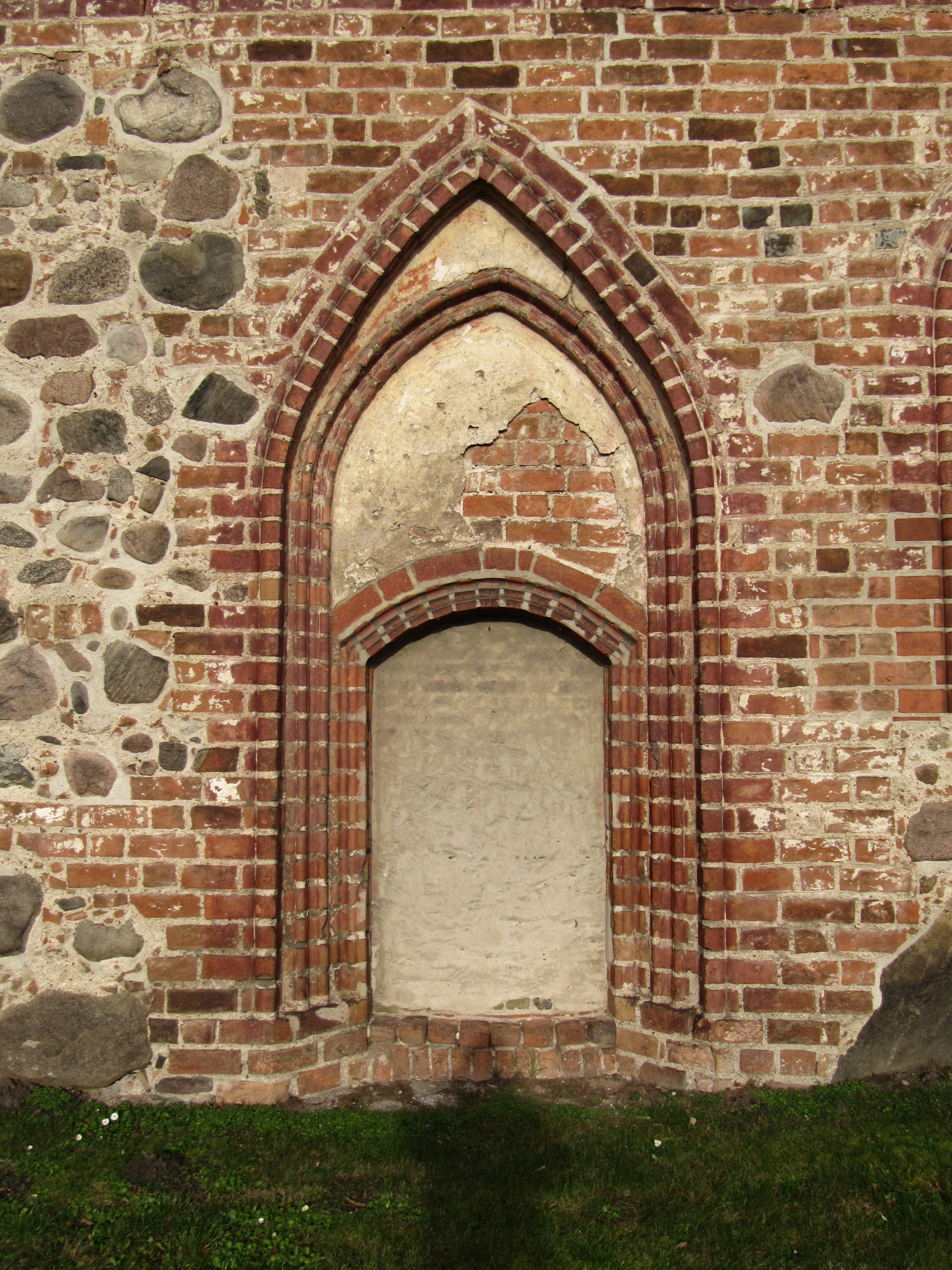
Blenden auf Südseite
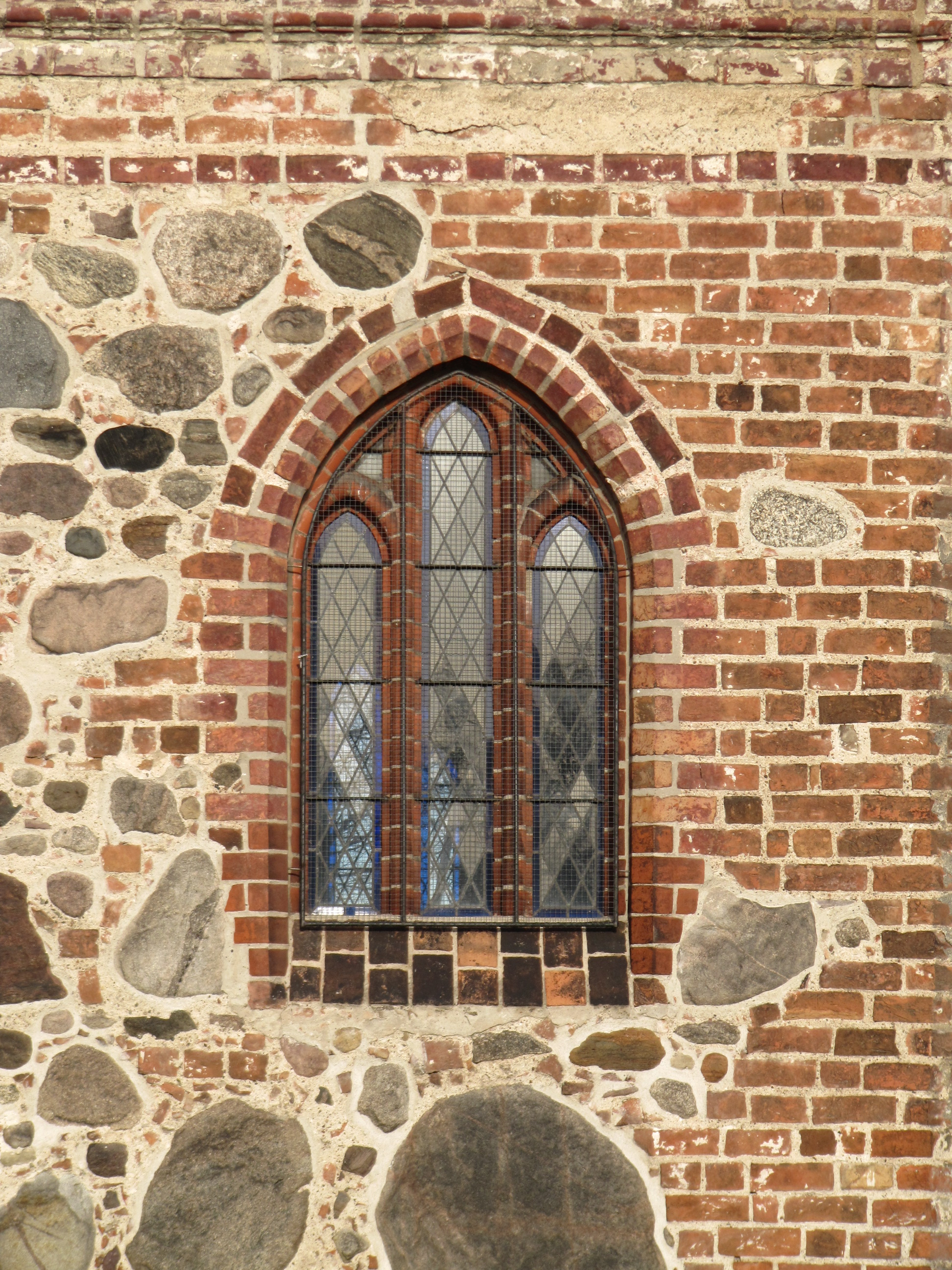
Kirchenfenster
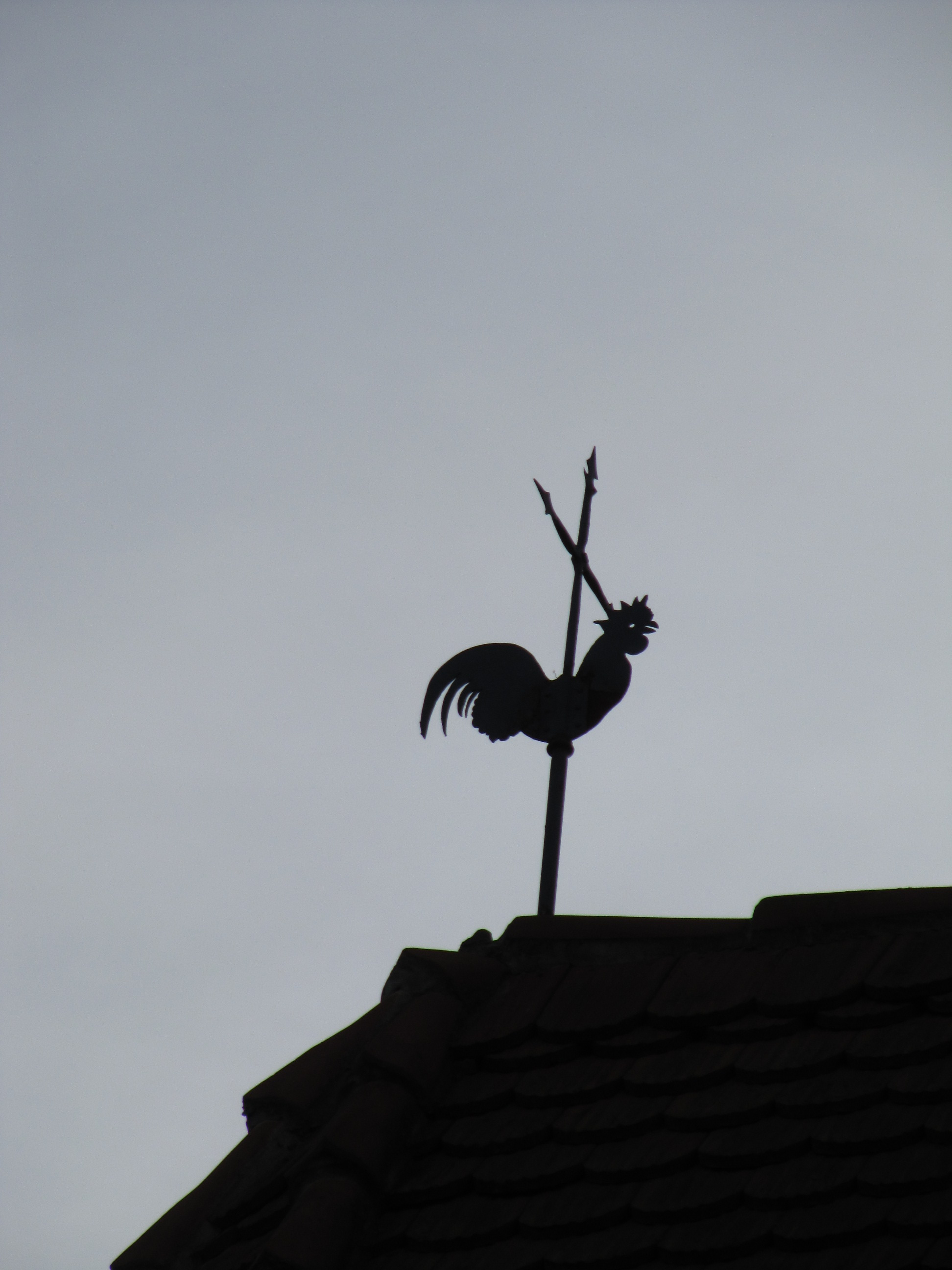
Wetterhahn und Kreuz
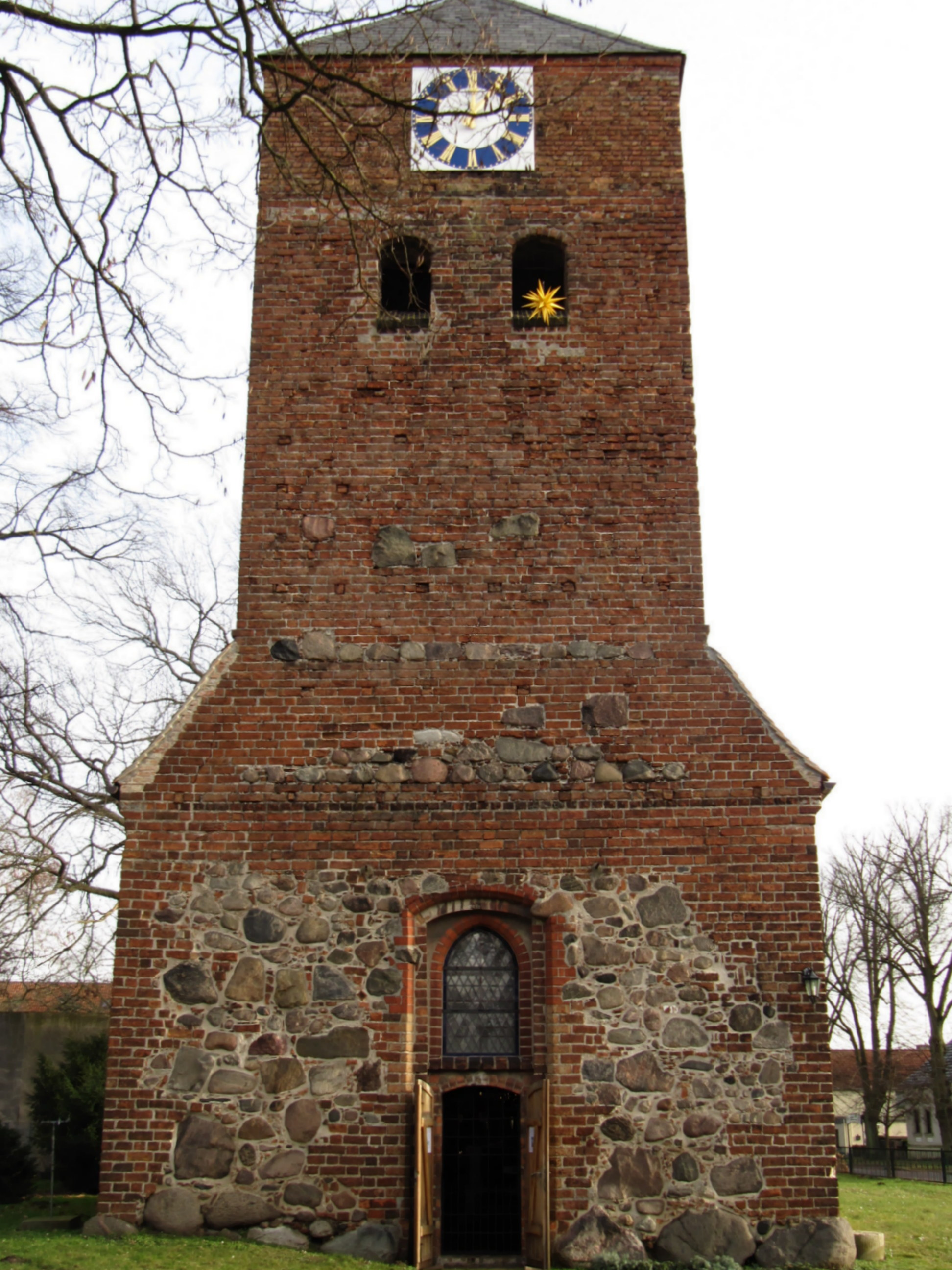
Kirchturm und Westportal
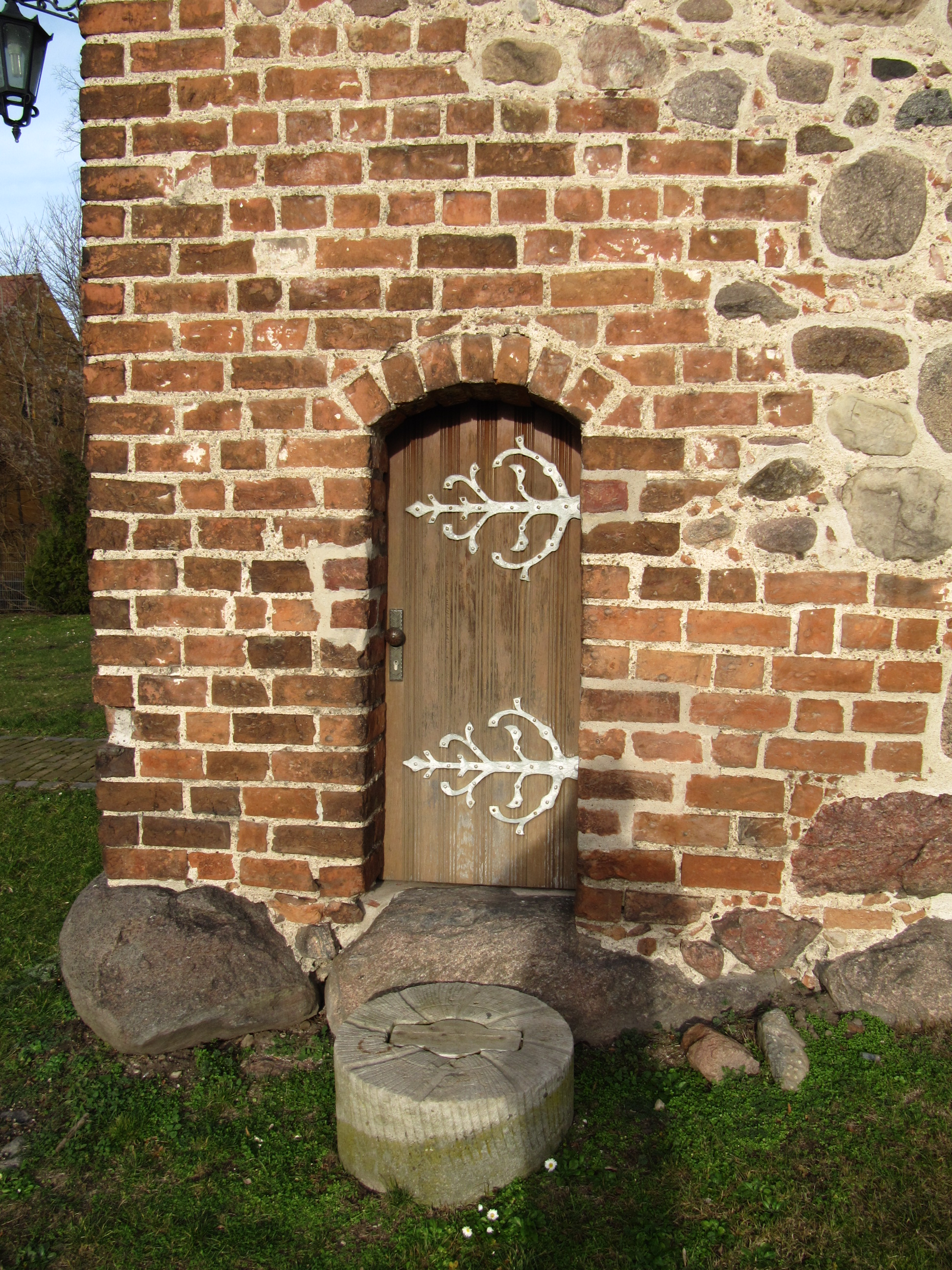
Tür zum Glockenstuhl
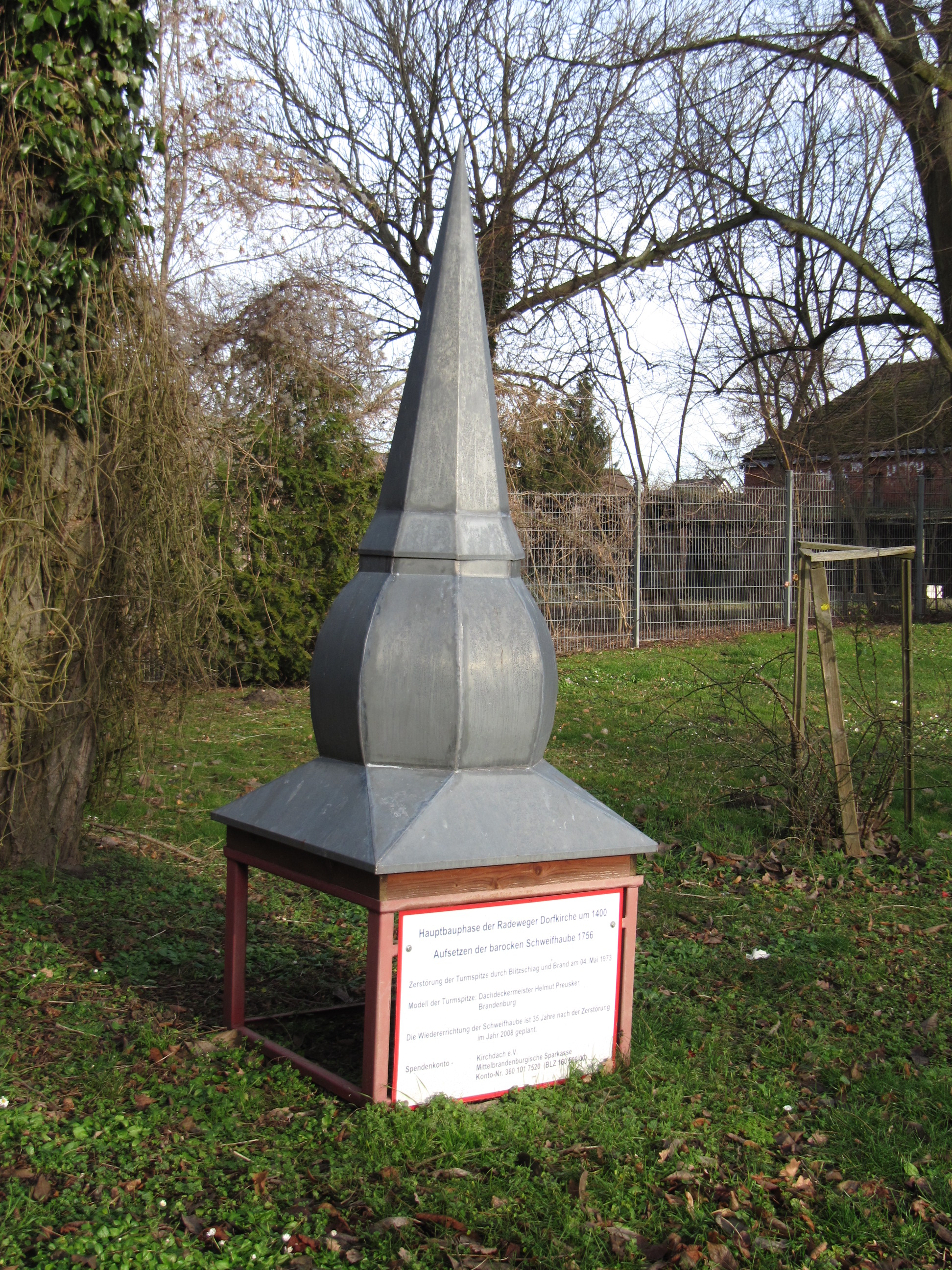
Modell Turmhaube

### Innenausstattung
Im Innenraum der Saalkirche findet man ein klassisches gemauertes Kreuzrippengewölbe und Dienste. Das Kreuzrippengewölbe wird durch farbig gemalte Verzierungen begleitet. Am Übergang vom Schiff zum Chor befindet sich auf der Nordseite des Innenraums eine hölzerne Renaissance-Kanzel, die aus der zweiten Hälfte des 16. Jahrhunderts stammt. Direkt neben dieser Kanzel wurde eine kunstvoll vorkragende Sakramentsnische eingearbeitet. Über dieser steht eine hölzerne, farbig gefasste Madonna mit Kind. Das Original befindet sich derzeit zur Restaurierung im Dommuseum Brandenburg. Stattdessen wurde für die Zeit der Restaurierung eine Kopie aufgestellt. Um die Sakramentsnische wurde die Nordostwand des Chores farbig mit einem gemalten Blattwerk verziert. Unterhalb befinden sich zwei spitzbogige Nischen. Zentral im Chor befindet sich der Altar, über dem die farbigen Chorfenster imponieren.
Die Orgel nach Plänen des Orgelbaumeisters Carl Eduard Gesell wurde in den Jahren 1894 und 1895 auf der neu errichteten Westempore gebaut. Hierbei handelt es sich um eine sogenannte Schleifladenorgel. Die Bauausführung übernahm nach dem Tode Gesells im Jahr 1894 dessen Firmennachfolger Alexander Schuke. Die Orgel trägt die Werkbezeichnung Opus 1. Aus der Zeit des Baus der Empore und der Orgel stammen auch das Kirchengestühl und das farbige Chorfenster.
Der Innenraum des Westturms ist mit dem Kirchenschiff durch einen großen Bogen verbunden. Der Aufstieg zu Glockenstuhl erfolgt über die kleine Außentür an der Südseite zuerst über eine enge Backsteinwendeltreppe. Über Holzleitern erreicht man anschließend die einzelnen Ebenen des Stuhls. Die Dorfkirche verfügt über zwei Bronzeglocken. Die größere hat einen Durchmesser vom 90 Zentimetern und wurde 1587 von Joachim Jendrich gegossen. Ihr Gewicht beträgt etwa 450 Kilogramm. Die kleinere Glocke hat einen Durchmesser von 75 Zentimetern und ein Gewicht von circa 250 Kilogramm. Diese wurde im Jahr 1462 gegossen. Im Hals der kleineren Glocke befindet sich eine Inschrift, die der Jungfrau Maria gewidmet ist. Aufgrund dieser Inschrift und der Marienskulptur über der Sakramentsnische im Chor geht man davon aus, dass die Kirche vor der Reformation eine Marienkirche gewesen war.

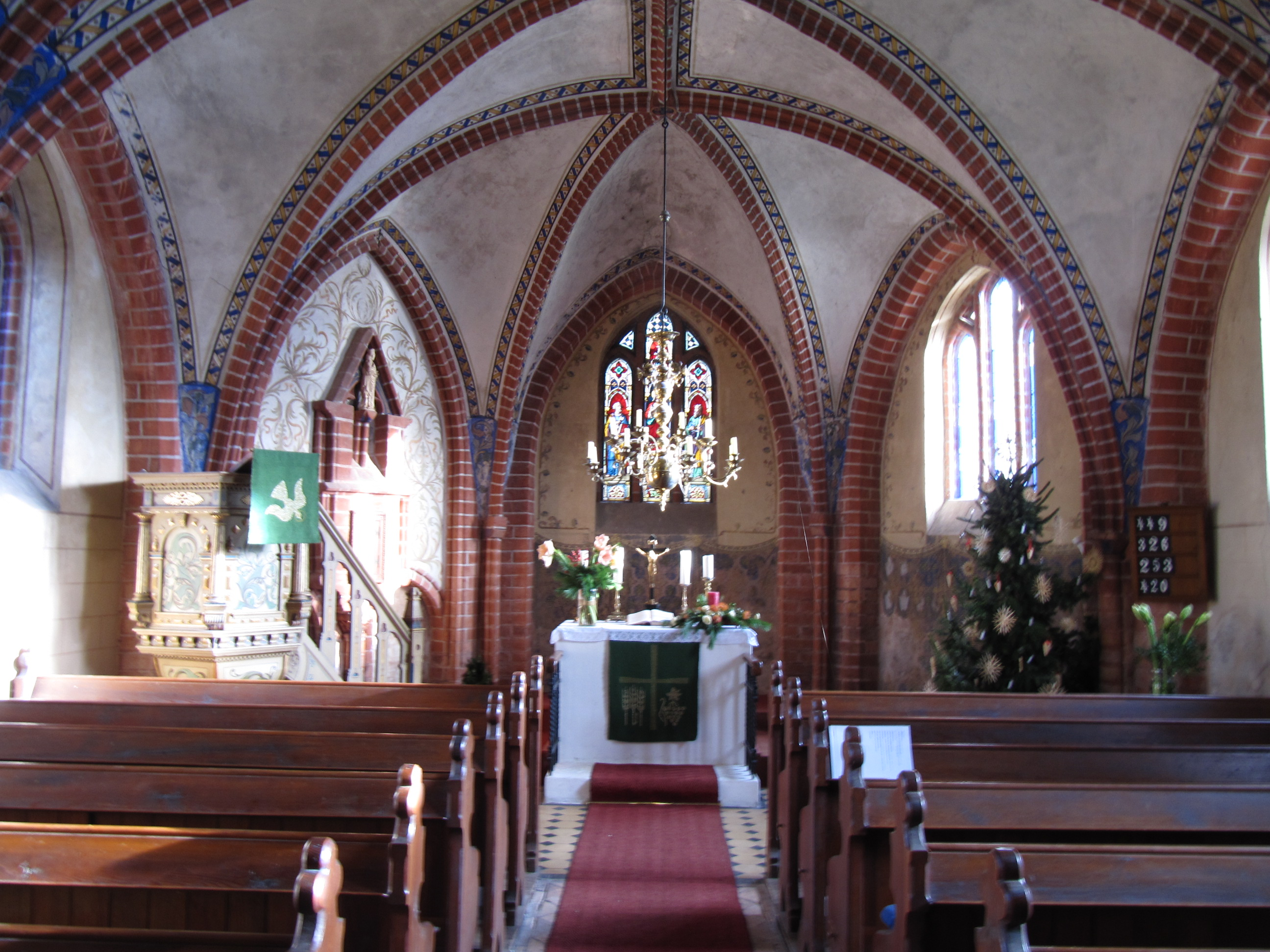
Innenansicht der Kirche
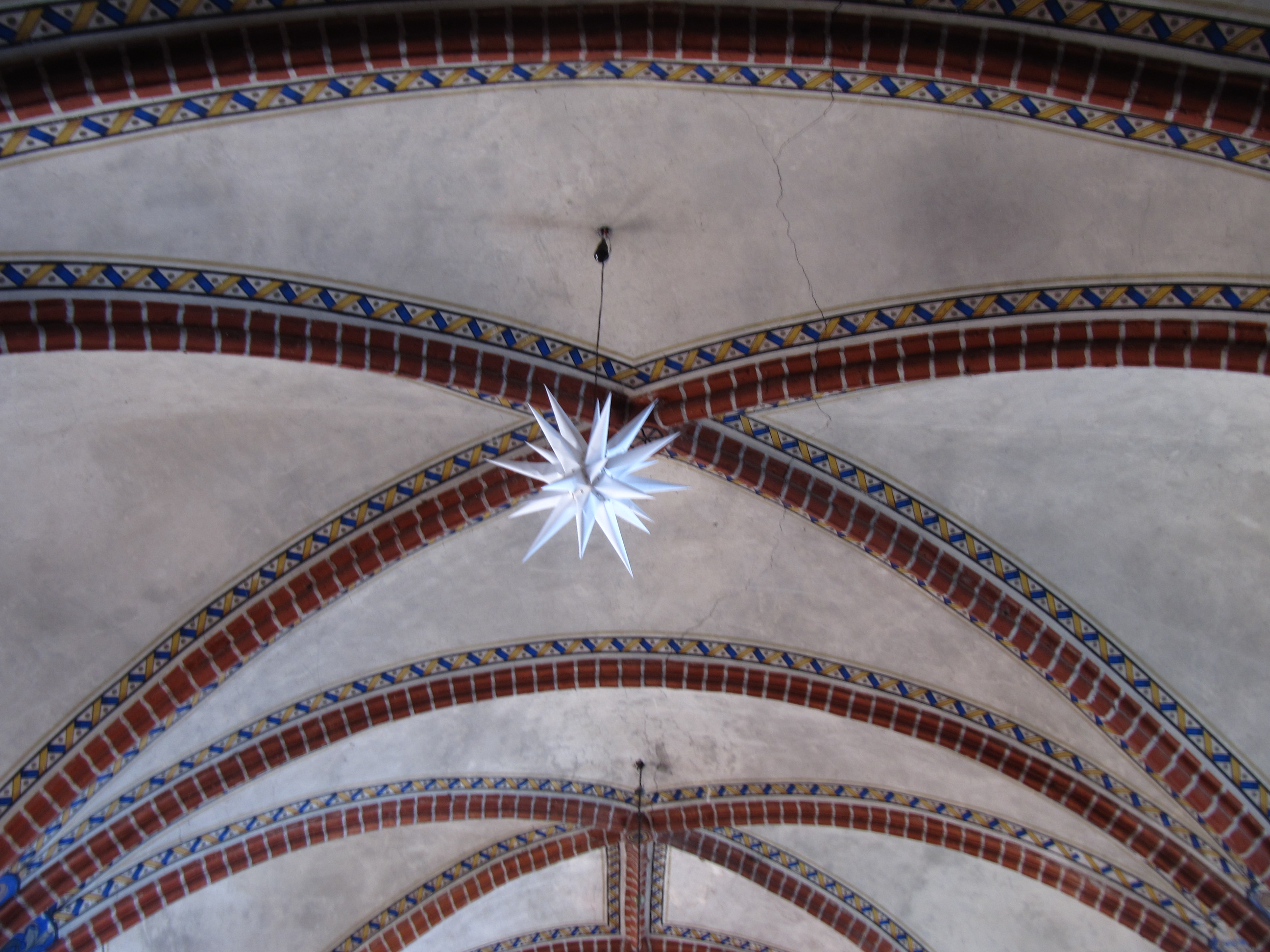
Kreuzrippengewölbe
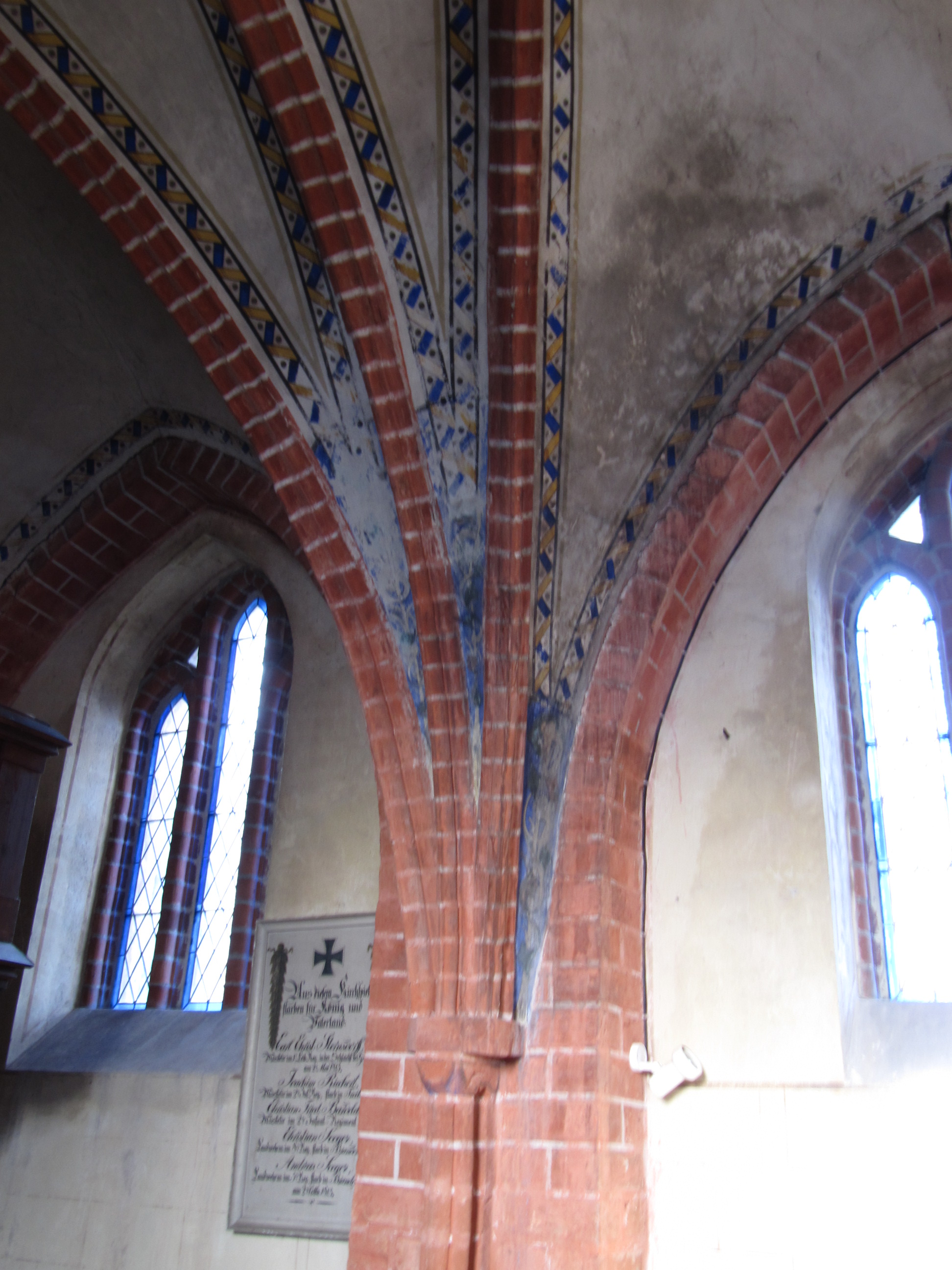
Dienst und Gewölbe
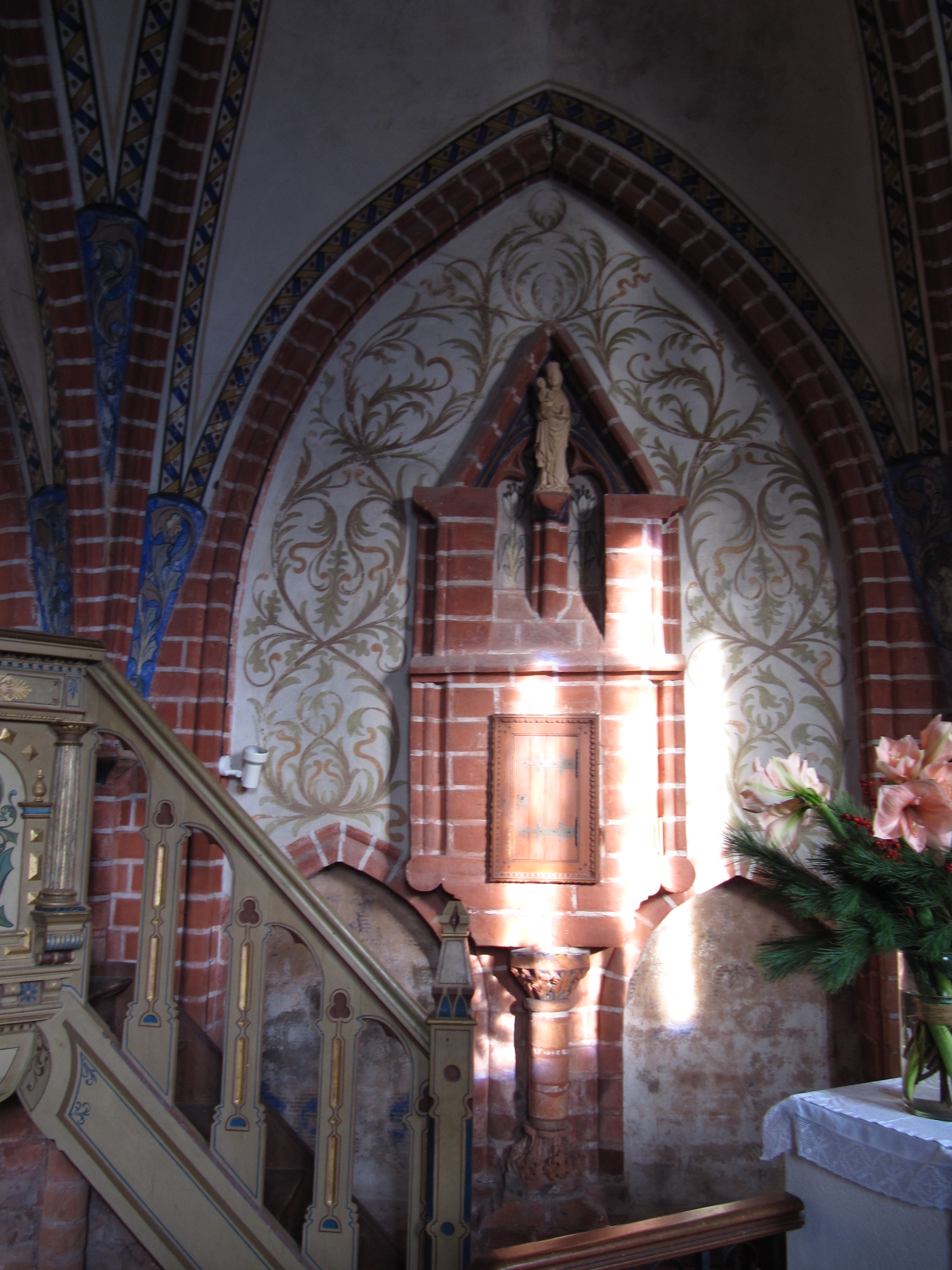
Sakramentsnische
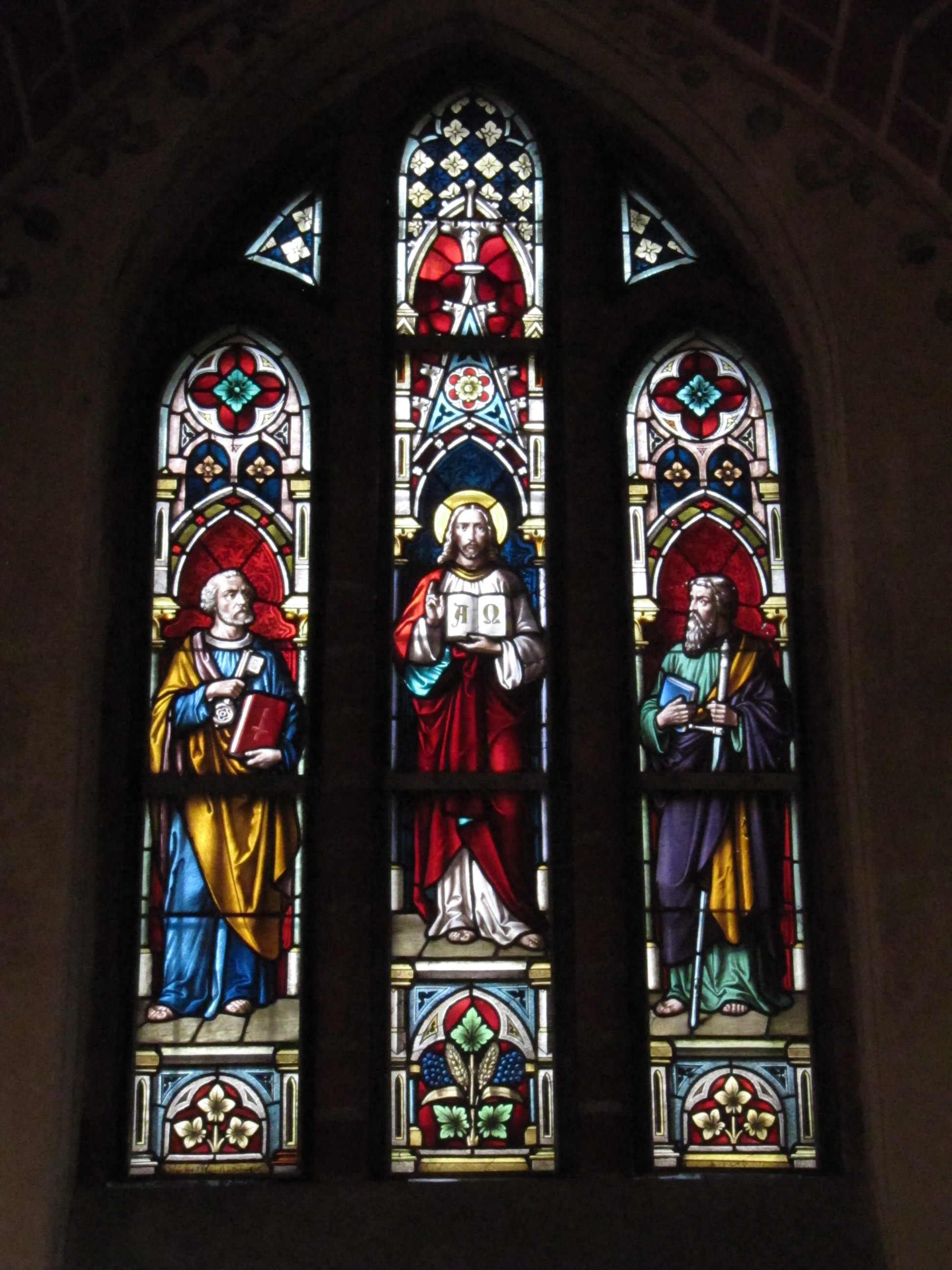
Farbiges Chorfenster
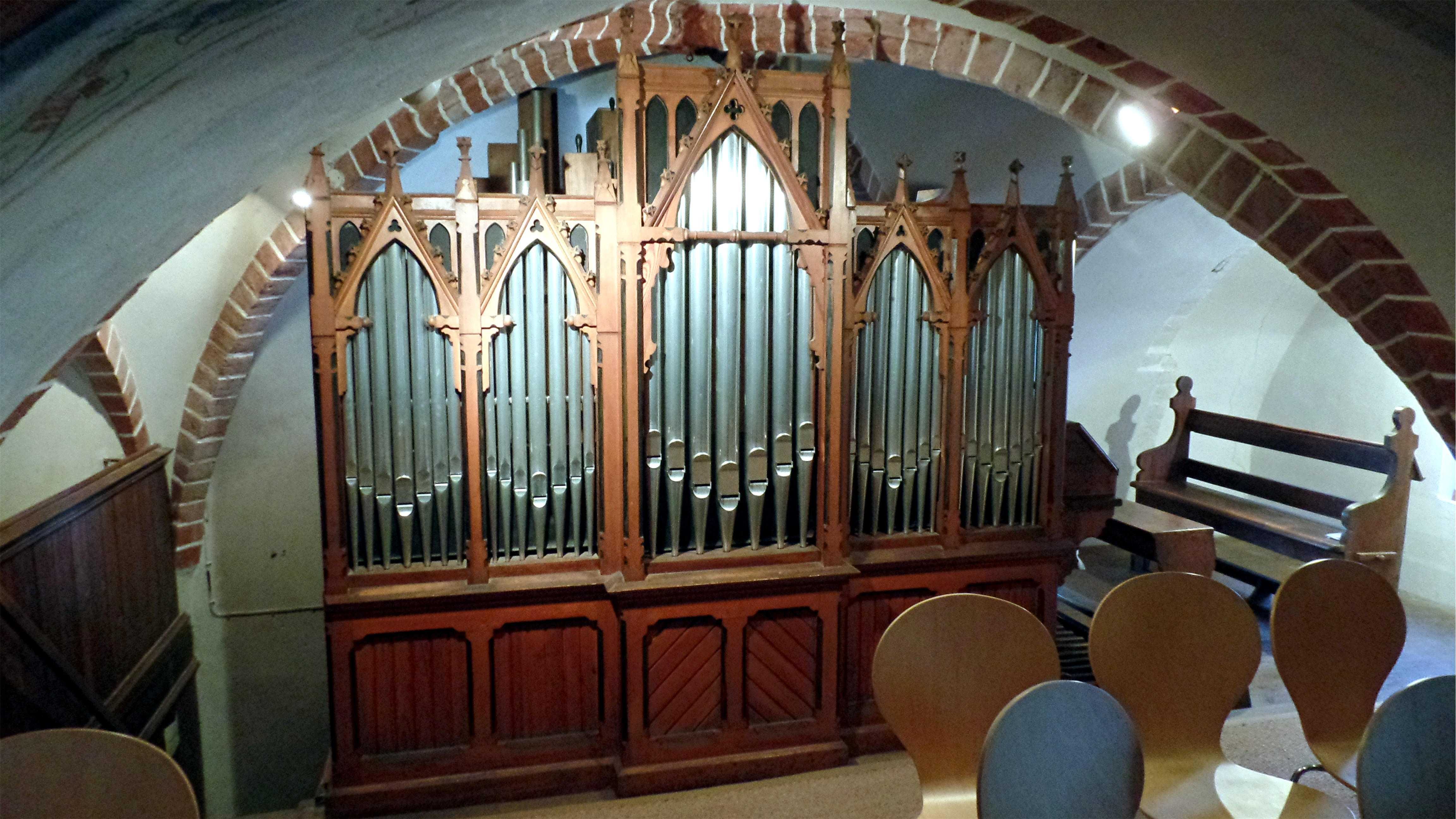
Schukeorgel

## Kirchengelände
Die Kirche liegt im Zentrum Radeweges an der Dorfstraße. Der Kirchhof wird heute nicht mehr als Friedhof genutzt. Auf dem Grundstück vor den Westportal steht ein Modell der Turmhaube, die laut einer Informationstafel nach erfolgreicher Spendensammelaktion wieder hergestellt und installiert werden soll.